# Into the Barn

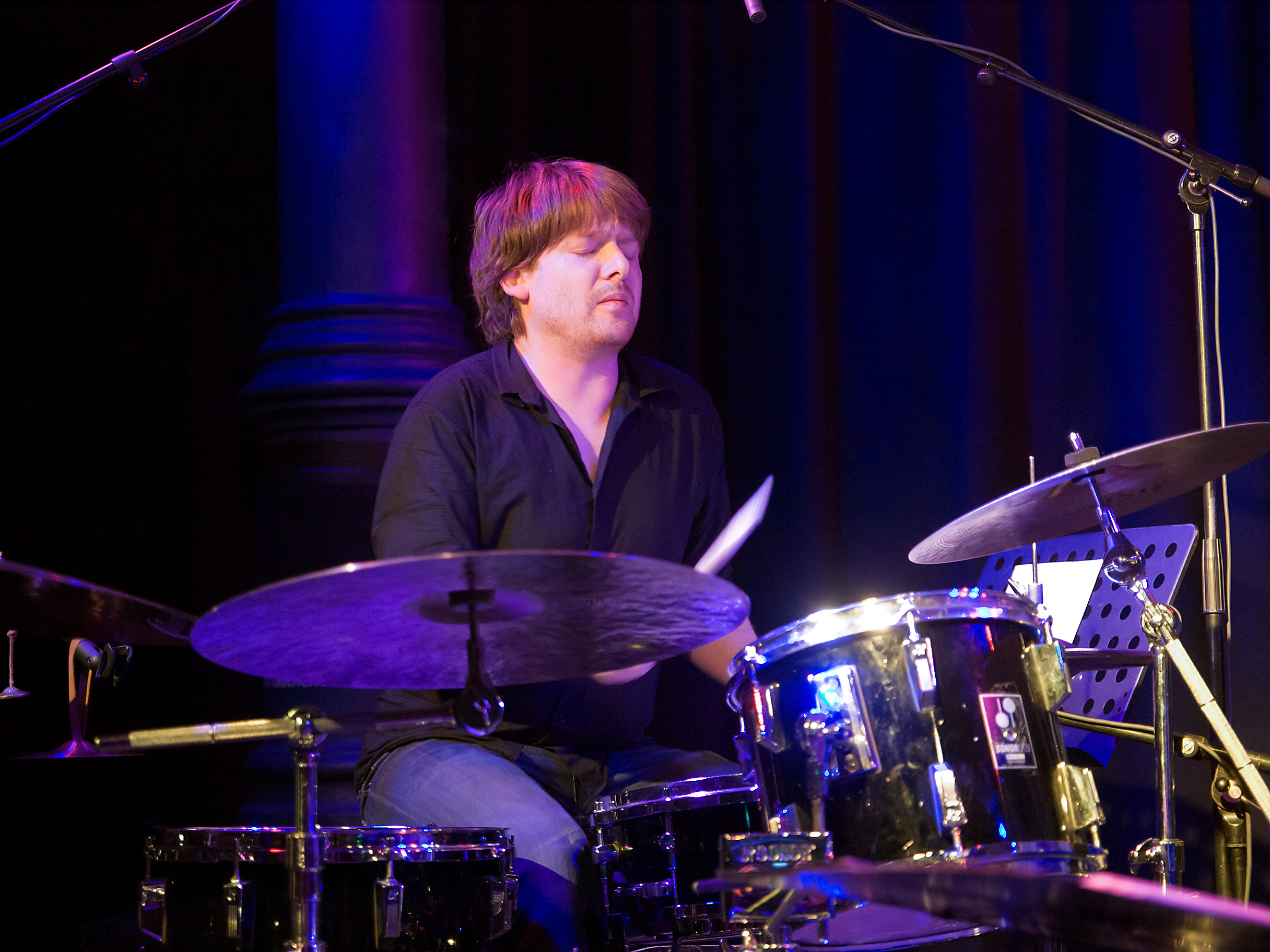
Schlagzeuger Lionel Friedli in der Unterfahrt München 2011

Into the Barn (deutsch „In die Scheune“) ist das Debütalbum des Schweizer Trompeters und Bandleaders Manuel Mengis. Die Aufnahmen entstanden am 14. und 15. September 2004 im Studio des Schweizer Radio DRS in Zürich und erschienen 2005 bei HatHut Records. In der Laudatio des Zürcher ZKB-Jazzpreises, den Mengis mit seiner Gruppe 6 im Jahr 2006 gewann, wird die Band als „zeitgenössische Version der Orchester von Duke Ellington oder Charlie Mingus“ gewürdigt, die „aktuelle Einflüsse aus Noise und Elektronik“ integriere.

## Das Album
Mengis nahm sein Plattendebüt mit fünf Kommilitonen auf, mit denen er an der Musikhochschule Luzern an der Abteilung Jazz studierte, mit Achim Escher (Altsaxophon), Christoph Erb (Tenorsaxophon), Florian «Flo» Stoffner (E-Gitarre), Marcel Stalder (E-Bass) und Lionel Friedli (Schlagzeug). Tom Gsteiger schrieb zu Mengis’ kompositorischer Haltung in den Liner Notes, dass seine Musik einen „ausgeprägten Sinn für Dramaturgie“ hätte, was sowohl für Ausschweifungen und als auch für überraschende Wendungen Raum ließe. Charakteristisch für dessen Musik sei „die dichte und komplexe Textur von improvisierten und komponierten Teilen;“ die Rolle der Solisten sieht er ähnlich der in den Bands von Duke Ellington und Charles Mingus. Bezüglich der Stimmung des Albums offenbare Mengis eine Neigung zu „hitziger und stürmischer Expressivität“, wobei die Komplexität der Form einhergehe mit anarchischen, rauen Ausdrucksformen.
Suzie and the Ponies beginnt nach Ansicht von Derek Taylor als balladenhaftes Klangpoem, bevor improvisierte Rhythmen das sanfte Balladenspiel in eine dunkle Wolke von ansteigender Dissonanz überleiten. Der Mittelteil „detoniert in einem Stadion angemessenen Fusion-Aufbrausen“, wobei Bassist Flo Stoffner Reminiszenzen an Geezer Butlers Bass und entsprechendes Dampfhammer-Schlagzeug erzeuge. Nach den Veränderungen in der Besetzung geht der Titel in die Entfaltung von dichtem kontrapunktischen Hornspiel über, das kammermusikalische Anklänge hat. Auch die beiden anderen Titel des Albums „folgen ähnlichen inkongruenten Plänen mit Abstechern und Kursänderungen“.
2006 gewann Manuel Mengis Gruppe 6 den ersten Rang des Zürcher ZKB-Jazzpreises.

## Titel des Albums
- Manuel Mengis Gruppe 6: Into the Barn (hatOLOGY 627)
  1. Toni, Toni – 12:01
  2. Suzie and the Ponies – 16:44
  3. Elk – 10:42
  4. Seni – 16:50
- Alle Kompositionen stammen von Manuel Mengis.

## Rezeption
Die Neue Zürcher Zeitung lobte:

„Was soll man als erstes rühmen? Den frischen Tonfall, den unbändigen Drive, welche die Musiker in einen Sound bringen, der von Bop und Free Jazz ebenso inspiriert ist wie von der Polystilistik eines John Zorn, eines Dave Fiuczynski? Nicht weniger beeindruckt die erzählerische Dramatik.“

Das Jazz Podium hob in ihrer Besprechung die „komplexen Kompositionen mit engagiertem Ensemblegeist und expressiver Energie“ von Mengis, der „ein auf hohem Niveau lustvoll interagierendes, im individuellen Einsatz völlig uneitles Team von immenser Schlagkraft zusammen gebracht“ habe. Der Kritiker des Down Beat stellte bei Suzie and the Ponies, bei dem Mengis mit Wiederholungen arbeitete, um Spannungen aufzubauen, Vergleiche mit Steve Reich oder John Hollenbeck an. Er fand die Polystilistik ungewöhnlich: „Imagine the Vandermark 5 jamming with Miles Davis’ Cellar Door band, or Bill Dixon sitting in with Soft Machine.“
Glenn Astarita schrieb für All About Jazz, Mengis offenbare sich in seiner Debütleistung als ein freier Geist, obwohl seine Musik die „freien Zonen“ in bestimmten Entwicklungen nur berühre. Mit einer musikalischen Haltung, „die es mächtig ballern lässt“ (a balls-to-the-wall musical outlook), rufen die vier langen Arbeiten der Band Begeisterung hervor und spornen das geistige Auge an. Indem er auf einer mutigen Jazz-Rock-Verankerung mit einer wild eindrucksvollen Bass/Gitarre/Drums-Attacke agiere, erhitze die Band den Hörer mit eigenartig phrasierten Unisonolinien, die mit besänftigenden Bläsersätzen von Altsaxophonist Achim Escher und Tenorsaxophonist Christoph Erb verbunden werden. In einigen Passagen arbeite Mengis „mit wilden Chorussen und stechenden Soli“; außerdem sei das meiste dieser Arbeit auf drängenden Bass- und Schlagzeug-bezogenen Ostinatos konstruiert. In bestimmten Abschnitten zögen Mengis und seine Mitstreiter aus dem strukturierten Chaos den Nutzen mit wachsamen Klangangriffen. Mengis trete als „mitreißender Solist und Bandleader“ in Erscheinung, der vor jugendlicher Energie und neuen Konzepten übersprudle. Letztlich gleiche sich die Unbesonnenheit seines kompositorischen Outputs durch einen höchst unterhaltsamen Formfaktor aus.
Scott Yanow verlieh dem Album bei Allmusic vier (von fünf) Sterne und hob den episodischen Charakter der Musik hervor, der voller Überraschungen sei. „Mitreißende und intensive Ensemblepassagen gehen in ruhige Sequenzen über, rhythmische Passagen werden zu explosiven Ausbrüchen, Fusionrhythmen und Free Jazz Solos werden miteinander vermischt“. Mengis’ farbenreiche Musik schaffe Reminiszenzen an die von Charles Mingus und in einigen Passagen an die von Miles Davis aus den frühen 1970er Jahren. Der Bandleader, der nicht mehr Soli als seine weiteren Mitspieler habe, werde aber gelegentlich von den beiden kraftvoll spielenden Saxophonisten und der leidenschaftlichen Rhythmusgruppe überschattet. Die oft geräuschvolle Musik sei sehr empfehlenswert für Hörer mit offenen Ohren, auch wenn die europäischen Musiker in den Vereinigten Staaten unbekannt seien.
Derek Taylor meinte in seiner Besprechung des Albums im Dusted Magazine, Into the Barn sei ein „ungewöhnlich gut geeigneter Kandidat für einen Blindfold-Test.“ Wenn einem Free-Jazz-Kundigen das Label unbekannt sei, würde dieser zunächst auf Tzadik, Knitting Factory oder Atavistic Records tippen, bevor ihm Hatology in den Sinn käme. Dies spreche für die Anstrengungen des Schweizer Labels, verstärkt jüngere Musiker zu produzieren, die den kreativen Geist repräsentierten, der seit den 1970er Jahren entstanden sei. Der Autor stellt stilistische Vergleiche von Mengis’ Gruppe 6 mit dem Electric Masada Projekt von John Zorn, Steve Coleman und Ken Vandermark an. Generell fühle man sich an die Downtown-Szene im New York der 1990er Jahre erinnert; ein weiterer fundamentaler Einfluss bei Mengis’ Spiel sei Miles Davis: „seine scharfen, cool-intonierten Interpolationen gleiten auf der brodelenden Kulisse tuckernder Bass-Ostinatos und perkussiver Pattern in Toni, Toni“. Der Autor sieht zwar eine „unerbittliche Ruhelosigkeit in Mengis’ Musik“, erkennt aber „die Bereitschaft zu Richtung und Endergebnis“.